# 김정은 (1987년생 농구 선수)
김정은(음력 1987년 9월 7일 ~ )은 대한민국의 여자 농구 선수이다. 포지션은 포워드이며 현재는 WKBL 부천 하나은행에서 뛰고 있다.

## 학교
- 온양동신초등학교
- 온양여자중학교
- 온양여자고등학교

## 선수 경력
온양동신초등학교, 온양여자중학교, 온양여자고등학교를 졸업했으며 2005년 부천 신세계 쿨캣(현재의 부천 KEB하나은행 여자 농구단)에 입단했다.
2005년 U-19 세계 여자 농구 선수권 대회, 2006년 세계 여자 농구 선수권 대회, 2006년 도하 아시안 게임, 2007년 FIBA 아시아 여자 농구 선수권 대회, 2008년 베이징 하계 올림픽, 2011년 FIBA 아시아 여자 농구 선수권 대회, 2013년 FIBA 아시아 여자 농구 선수권 대회, 2014년 인천 아시안 게임에서 대한민국 여자 농구 국가대표팀의 일원으로 참가했다.

## 수상 경력
- 2005년 고교추계연맹전 최우수 선수 선정
- 2006년 여자프로농구 신인선수상 수상
- 2007년 삼성생명배 여자프로농구 겨울리그 베스트 5 선정
- 2009년 KB국민은행 여자프로농구 미디어 스타상 수상
- 2011년 삼성생명 여자프로농구 시상식 베스트 5 선정
- 2011년 제3회 동아스포츠대상 여자프로농구 올해의 선수상 수상
- 2012년 신세계이마트 여자프로농구 올스타전 MVP 수상
- 2012년 신세계이마트 2011-2012 여자프로농구 득점상 수상
- 2013년 KDB금융그룹 2012-2013 여자프로농구 최고득점상 수상
- 2014년 아시안 게임 여자 농구 금메달 수상